# Golobi
Golobi (znanstveno ime Columbidae) so družina ptičev. Je edina družina v redu Columbiformes (golobje). Družina vsebuje 51 rodov, razdeljenih v 353 vrst pevcem podobnih ptic. 118 vrst (34%) je ogroženih, 13 pa jih je izumrlo, najbolj znana primera pa sta dodo, velika otoška ptica neletalka in golob selec.
Ptič, ki ga navadno imenujemo z imenom »golob«, je domači golob, podvrsta skalnega goloba, najdemo jih v mestih po vsem svetu.

## Opis
Golobi so čokate ptice s kratkimi vratovi in kratkimi vitkimi kljuni z mesnato cero. Predstavnike družine najdemo po vsem svetu, največjo pestrost vrst pa golobi dosegajo v jugovzhodni Aziji in Avstralaziji. Po telesni velikosti so golobi raznolika skupina - največji so predstavniki rodu Goura iz Nove Gvineje, ki dosežejo do 2 kilograma teže, najmanjši pa predstavniki ameriške vrste Columbina passerina, ki po velikosti ne presegajo domačega vrabca in tehtajo okoli 30g.
So rastlinojedi, prehranjujejo se s sadeži, semeni in zelenimi deli rastlin. Za mladiče skrbita oba starša; gnezdo zgradita iz vejic in se izmenjujeta pri sedenju na jajcih. Mladiče hranita z mleku podobnim izločkom posebnih žlez v steni golše, kar je posebnost med ptiči.

## Izvor in evolucija
Golobje (Columbiformes) so ena najbolj raznolikih skupin ptic med nepevkami, znotraj novodobnih ptic (Neoaves), njihov izvor pa sega v kredo in so posledica hitre diverzifikacije na koncu meje K-Pg (kreda–paleogen). Analize celotnega genoma so pokazale, da je Columbiformes sestrska skupina kladu Pteroclimesites, ki ga sestavljata red Pterocliformes (stepske kokoške) in Mesitornithiformes (dolgonogi mokoži). Golobje so monofiletska skupina, saj tako po genetskih kot po morfoloških znakih niso podobni nobeni drugi družini ptičev; to potrjuje več študij.

### Taksonomija in sistematika
Ime 'Columbidae' za družino je prvič uporabil angleški zoolog William Elford Leach v vodniku po zbirkahBritanskega muzeja, objavljenem leta 1819. Vendar je nemški naravoslovec Illiger že leta 1811 uvedel starejše ime za to skupino ("Columbini"), Po pravilih znanstvenega poimenovanja bi moral biti Illiger priznan kot pravi avtor imena Columbidae.
Sorodstveni odnosi med golobi (znotraj poddružin) ter njihova višja taksonomska razvrstitev so bili pogosto predmet razprav. Obstaja več različnih interpretacij, kako naj bi bile te ptice razvrščene. V preteklosti je bilo uporabljenih celo pet do šest različnih družin, skupaj s številnimi poddružinami in plemeni. vključno z družino Raphidae, kamor so uvrščali dodoja in rodriškega samotarja. Članek Younga in sodelavcev iz leta 2024 o sistematiki in nomenklaturi dodoja in rodriškega samotarja vsebuje tudi pregled imen skupin znotraj družine golobov. Avtorji so priporočili, da se priznajo tri poddružine: Columbinae (grlice in golobi Novega sveta), Claravinae (ameriške talne grlice) in Raphinae (golobi in grlice Starega sveta, vključno z dodojem in rodriškim samotarjem).  V članku Oswalda in sodelavcev iz leta 2025 o molekularni filogenetski umestitvi kubanske endemične Starnoenas cyanocephala so ugotovili, da ta vrsta tvori sestrsko skupino družine Columbinae in ne spada neposredno med njih, kot so v preteklosti predlagali prejšnji avtorji. Ti avtorji so predlagali, da se ta vrsta umesti v četrto monotipsko poddružino, Starnoenadinae. 

### Seznam rodov
Fosilne vrste z negotovim taksonomskim položajem:
- Rod †Arenicolumba Steadman, 2008
- Rod †Rupephaps Worthy, Hand, Worthy, Tennyson, & Scofield, 2009 (miocen v Novi Zelandiji)

#### Poddružina Columbinae (tipični golobi in grlice)Illiger, 1811
- Pleme Columbini Illiger, 1811
  - Rod Patagioenas (ameriški golob, 17 vrst)
  - Rod †Ectopistes (golob selec; izumrl 1914)
  - Rod Reinwardtoena (3 vrste)
  - Rod Turacoena (3 vrste)
  - Rod Macropygia (15 vrst)
  - Rod Streptopelia (13 vrst)
  - Rod †Dysmoropelia Olson, 1975 (prazgodovina)
  - Rod Columba (golob starega sveta, 35 vrst od katerih sta 2 nedavno izumrli)
  - Rod Spilopelia (grlica, 2 vrsti)
  - Rod Nesoenas (3 vrst)
- Pleme Zenaidini Bonaparte, 1853
  - Rod Geotrygon (10 vrst)
  - Rod Leptotrygon (1 vrsta)
  - Rod Leptotila (11 vrst)
  - Rod Zenaida (7 vrst)
  - Rod Zentrygon (8 vrst)

#### Poddružina StarnoenadinaeBonaparte, 1855
- Rod Starnoenas (1 vrsta)

#### Poddružina Claravinae (ameriške talne grlice)Todd, 1913
- Rod Claravis (modra talna grlica)
- Rod Paraclaravis (2 vrsti)
- Rod Columbina (9 vrst)
- Rod Metriopelia (4 vrste)
- Rod Uropelia (1 vrsta)

#### Poddružina Raphinae (grlice in golobi starega sveta)Oudemans, 1917 (1835)
- Pleme Phabini Bonaparte, 1853
  - Rod Gallicolumba (zabodeni golob, 7 vrst)
  - Rod Henicophaps (2 vrsti)
  - Rod Pampusana (13 vrst od katerih so 3 nedavno izumrle)
  - Rod Ocyphaps (čopasti golob)
  - Rod Petrophassa (rock pigeons, 2 vrsti)
  - Rod Leucosarcia (wonga pigeon)
  - Rod Geopelia (5 vrst)
  - Rod  †Primophaps Worthy 2012
  - Rod Phaps (Avstralski bronastokrili golob, 3 vrste)
  - Rod Geophaps (3 vrst)
- Pleme Ptilinopini Selby, 1835
  - Rod  ?†Tongoenas Steadman & Takano, 2020 (prazgodovina)
  - Rod Phapitreron (rjava grlica, 3 vrsti)
  - Rod Ducula (imperial pigeons, 42 vrst)
  - Rod Ptilinopus (sadni golob, približno 50 živečih vrst, 1–2 nedavno izumrli)
  - Rod Alectroenas (modri golob, 3 živečih vrst, 3-4 nedavno izumrle)
  - Rod Drepanoptila (1 vrsta)
  - Rod Hemiphaga (novozelandski golob, 2 vrsti)
  - Rod Cryptophaps (1 vrsta)
  - Rod Lopholaimus (1 vrsta)
  - Rod Gymnophaps (gorski golob, 4 vrste)
- Pleme Raphini Oudemans, 1917 (1835)
  - Rod ?†Natunaornis (1 vrsta, prazgodovinsko)
  - Rod Trugon (1 vrsta)
  - Rod †Microgoura ((1 vrsta, izumrl v zgodnjem 20. stoletju)
  - Rod Otidiphaps (1 vrsta)
  - Rod Goura (kronasti golob, 4 vrste)
  - Rod Didunculus (zobati golob)
  - Rod ?†Deliaphaps De Pietri, Scofield, Tennyson, Hand, & Worthy, 2017 (Zealandian dove, Miocene of New Zealand)
  - Rod Caloenas (grivasti golob)
  - Rod †Bountyphaps Worthy & Wragg, 2008 (prazgodovina)
  - Podpleme Raphina (dodo in puščavka) Oudemans, 1917 (1835)
    - Rod †Raphus (dodo, izumrl v poznem 17. stoletju)
    - Rod †Pezophaps (rodriški samotar, izumrl c. 1730)
- Pleme Treronini Gray, 1840 (1836)
  - Rod Treron (zeleni golob, 30 vrst)
- Pleme Turturini Gray, 1840
  - Rod Oena (dolgorepa grlica, začasno umeščeno sem)
  - Rod Turtur (5 vrst; začasno umeščeno sem)
  - Rod Chalcophaps (smaragdna grlica, 3 vrsti)

## Upodobitve golobov v umetnosti
Golobi in golobice so pogosto upodobljeni v risbah, slikah, kipih in drugih podobah starih umetniških del z religiozno vsebino. Vedno so povezana z alegoričnim prinašanjem nekega sporočila, obvestila ali dobre vesti.

## Poštni golobi
To so posebno vzgojeni golobi, hitri in vztrajni letalci, ki se vračajo k svojemu golobnjaku in golobarju. Pred stoletjem so jih množično gojili in uporabljali za prenos nujnih sporočil, največ v vojaških enotah, pa tudi mnogi ljubitelji v civilnem življenju. Golobe je z namenom prikaza moči selekcije na zunanji izgled gojil tudi Charles Darwin. V svoji knjigi O izvoru vrst je raznolikost pasem golobov uporabil za zgled koliko lahko selektivno križanje vpliva na telesno zgradbo. Danes se s to dejavnostjo ukvarjajo le še redki ljubitelji.